# Lena Andersson
Lena Andersson (n. Estocolmo, Suécia, 1970) é uma escritora, jornalista e crítica literária da Suécia.